# California Mail
California Mail è un film western del 1936 diretto da Noel M. Smith, ed interpretato da Dick Foran e Linda Perry.

## Trama
Mentre l'era del Pony Express sta finendo, Bill Harkins, residente a Gold Creek, viene informato da suo padre, Sam Harkins, che il governo sta risolvendo il loro contratto, a favore di un bando per le linee di diligenze. Bill, assieme al contendente Roy Banton, sta corteggiando Mary Tolliver. A Dodge City vengono ricevute tre offerte, tra cui quella di Harkins e quella di Banton. Preoccupato per gli agguati lungo il percorso postale, l'Ufficio Postale decide di aggiudicare l'appalto all'offerente che potrà effettuare il percorso nel miglior tempo.
Roy Banton e la sua banda tendono un'imboscata a Bill al suo ritorno a Gold Creek e presumono che sia stato ucciso. Bill sopravvive, e riesce a descrivere uno dei cavalli dell'imboscata, a suo padre. A un ballo, Roy e Bill si scontrano per Mary, che lascia il ballo sconvolta, salvo in seguito riconciliarsi con Bill.
Roy e la sua banda sabotano la diligenza di Bill, e durante la gara, spinge Bill fuori strada, lungo un terrapieno causando lo schianto della sua diligenza. Roy vince la gara e si aggiudica il contratto postale. Bill trova prove di sabotaggio sui raggi della sua ruota.
Tornando mestamente da Mary, Bill riconosce il cavallo dell'imboscata come quello di Roy, il quale prevede di utilizzare il suo contratto per rapinare le diligenze e incastrare Bill rubando il suo cavallo, Smoke. Lo scagnozzo di Roy, Frank Wyatt, in sella a Smoke, rapina una diligenza in cui il padre di Mary, Dan Tolliver, è un passeggero. Tolliver pensa che il rapinatore sia Bill, chiama il suo nome e gli sparano. La diligenza parte in fretta, ed il cavallo Smoke disarciona Wyatt, che lascia cadere la borsa del denaro rubato, e muore per le ferite riportate.
Mary arriva in città per sorprendere Bill con il padre ferito, il quale muore ed i testimoni descrivono Smoke come il cavallo della rapina, incolpando Bill come l'autore del colpaccio. Lo sceriffo arresta Bill e lo salva dal linciaggio. Bill e Sam, con l'approvazione della banca, hanno in programma di inviare un falso carico d'oro per attirare i ladri. Nel frattempo, Roy fa in modo che il vice sceriffo Pete Nelson permetta a Bill di scappare su Smoke in modo da sparargli per impedirgli la fuga. Bill viene a conoscenza del piano, ha la meglio su una colluttazione con il vice sceriffo, e corre da Mary per convincerla della sua innocenza. Mary non gli crede, ma gli permette di scappare. In seguito Bill trova il corpo di Wyatt accanto alla borsa dei soldi rubati, il che convince lo sceriffo dell'innocenza di Bill.
Mary lascia la città, mentre il palco che contiene il falso carico d'oro viene derubato da Roy e i suoi compari; intervengono Bill, lo sceriffo e la sua banda, e ne segue uno scontro a fuoco. Bill ha la meglio sui Banton con l'aiuto di Smoke, che tradisce Roy riportandolo da Bill. Il film termina con Bill e Mary che, uniti in matrimonio, lasciano la città sulla diligenza degli Harkins.

## Produzione
Il film, diretto da Noel M. Smith su una sceneggiatura di Roy Chanslor e Harold Buckley con il soggetto di Harold Buckley, fu prodotto da Bryan Foy per la Warner Bros. e la Vitaphone Corporation e girato nell'Iverson Ranch a Chatsworth in California Il titolo di lavorazione fu The Pony Express Rider. I brani della colonna sonora Ridin' the Mail e Love Begins at Evening furono composti da M. K. Jerome e Jack Scholl (parole e musica).

## Distribuzione
Il film fu distribuito negli Stati Uniti dal 14 novembre 1936 al cinema dalla Warner Bros.
Altre distribuzioni:
- in Portogallo il 21 giugno 1937 (O Rei da Audácia)
- in Finlandia il 24 ottobre 1937 (Kalifornian pikaposti)
- in Brasile (A Mala da Califórnia)
- in Grecia (O tahydromos tis Kalifornias)